# Aspidogyne steyermarkii
Aspidogyne steyermarkii är en orkidéart som beskrevs av Germán Carnevali och Ernesto Foldats. Aspidogyne steyermarkii ingår i släktet Aspidogyne och familjen orkidéer. Inga underarter finns listade i Catalogue of Life.